# لوئیسث ماتران
لوئیسث امیلیانا ماتران بولانیو (زاده ۱۴ ژوئیه ۱۹۹۶) بازیگر، روزنامه‌نگار، مجری تلویزیون، مدل و دارنده عنوان مسابقه زیبایی ونزوئلایی است که به عنوان دوشیزه ونزوئلا ۲۰۲۱ منصوب شد. او نماینده ایالت میراندا در مسابقه دوشیزه ونزوئلا 2020 و نماینده ونزوئلا در دوشیزه ۲۰۲۱ در ایلات، اسرائیل بود. در سال ۲۰۲۲، او به نمایندگی از ونزوئلا در Miss Grand International 2022 در جاکارتا، اندونزی، مقام سوم را کسب کرد.
ماتران در لوس تکس، میراندا به دنیا آمد. قبل از شرکت در مسابقه دوشیزه ونزوئلا، او مدرک لیسانس خود را با ممتاز در ارتباطات اجتماعی در تخصص در تبلیغات و هنرهای سمعی و بصری که توسط دانشگاه کاتولیک آندرس بلو در کاراکاس ارائه شده بود، گرفت.